# Ernst Zoltán
Ernst Zoltán (Győr, 1892. április 6. – Theresienstadti koncentrációs tábor, 1945. május 8.) belgyógyász, egyetemi tanársegéd.

## Életpályája
Ernst Lajos (1864–1921) kereskedő és Mautner Jozefa (1870–1945) fiaként született ortodox zsidó családban. A Pozsonyi Evangélikus Líceumban érettségizett (1902–1910), majd a Budapesti Tudományegyetem Orvostudományi Karán (1910–1915) folytatta tanulmányait, ahol 1915-ben avatták orvosdoktorrá. Tanulmányai végeztével a Bókay Árpád igazgatása alatt működő Gyógyszertani Intézethez került. 1916. február 1-jétől kinevezték az I. sz. Belklinika díjtalan gyakornokává. Az első világháború idején két éven át hadikórházban működött, amiért több kitüntetésben is részesült. 1922 szeptemberétől díjas gyakornok, 1923-tól tanársegéd lett. 1925-ben Aszódi Zoltánnal, az Élet- és Kórvegytani Intézet adjunktusával együtt Kanadába, az Amerikai Egyesült Államokba és Angliába utazott, hogy az inzulin gyártását és alkalmazását tanulmányozza. Útjuk anyagi hátterét a Rockefeller Alapítvány ösztöndíja biztosította. Megismerkedett John Macleoddal, és hazatérése után az inzulingyártás legfőbb szorgalmazója és az inzulinkezelés feltétlen híve lett. 1935 novemberében származása miatt távoznia kellett a Belklinikáról, és az Ortodox Zsidó Hitközséghez tartozó Városmajor utcai Bíró Dániel Kórházban kapott főorvosi állást. A második világháború idején előbb légvédelmi orvosként dolgozott, majd munkaszolgálatos századba került. Több tábort megjárt, végül Theresienstadtba deportálták, ahol a tábor felszabadításának napján halt meg tífusz következtében.
Szakmai-irodalmi munkásságát 3 könyv és több mint 60 közlemény őrzi. Utóbbiak egy része nemzetközi folyóiratokban jelent meg.
Felesége Tauss Rózsa Piroska volt, Tauss Izidor exportőr és Weisz Erzsébet lánya, akit 1928. január 26-án Budapesten, az Erzsébetvárosban vett nőül. Gyermekeik Ernst Lajos Erik (1929–?) és Ernst Mária Anna Ágota (1931–?).
Halálának évfordulójáról a Dessewffy utcai zsinagógában emlékeztek meg, amelyet rendszeresen látogatott családjával.

## Művei
- Vizsgálatok a chemiai izomtonusról. Közlemény. (Magyar Orvosi Archívum, 1915, 16)
- Adatok a „vegyes fertőzéses“ malaria-esetekhez. Hollaender Leóval. (Orvosi Hetilap, 1919, 26.)
- Vizelet- és maradék-nitrogenmeghatározása Kjeldahl szerint kevés vegyszer felhasználásával. (Orvosi Hetilap, 1921, 3.)
- Extrahepatogen bilirubinképződés vizsgálata túlélő szerveken. I. Vizsgálatok túlélő lépen. Szappanos Bélával. – II. Vizsgálatok túlélő lépen, vesén és tüdőn. – III. Vizsgálatok phenylhydrazinnel mérgezett kutya lépén. – IV. Vizsgálatok collargollal és vassal kezelt kutya lépén. Förster Gyulával. – A vér bilirubintartalmának meghatározásáról. Förster Gyulával. – A duodenalis bennék urobilintartalmáról. Szeberényi Jánossal. – A vérlemezkék számolásáról. – A Hammarsten-féle bilirubin-reactio érzékenységének fokozása acetonnal. (Magyar Orvosi Archívum, 1924, 25.)
- Az insulin gyártása és klinikai használata Amerikában. Aszódi Zoltánnal. (Orvosi Hetilap, 1927, 19.)
- A cukorbetegség és az insulin. Bálint Rezsővel és Purjesz Bélával. (Budapest, 1927)
- Egyszerűbb laboratóriumi vizsgálatok. (Budapest, 1929, 2. átdolgozott kiadás, 1935)
- A statika munka hatása a gázcserére. Schill Imrével. – Az extrahepatogen bilirubin képződés vizsgálata túlélő szerveken. Hallay Imrével. (Magyar Orvosi Archívum, 1930, 31.)
- Cukorbetegség és terhesség. (Orvosképzés, 1931, 3.)
- A szénhydrátfogyasztást követő vércukor-emelkedés mechanismusa. (Orvosi Hetilap, 1931, 17.)

## Díjai, elismerései
- Vöröskereszt ezüst díszérme hadiékítménnyel (1915)[10]
- Vöröskereszt 2. osztályú díszjelvénye (1918)[11]